# Assemblée du Turkménistan
Ne doit pas être confondu avec Majlis.
VIIe législature
Édifice de l'Assemblée du Turkménistan
L'Assemblée du Turkménistan (en turkmène : Türkmenistanyň mejlisi) — ou simplement Assemblée (en turkmène : Mejlisi) — est le parlement monocaméral du Turkménistan. Elle est composée de 125 députés élus pour un mandat de cinq ans.
De 2021 à 2023, elle forme la chambre basse du Conseil national, le parlement bicaméral du pays.

## Histoire
L'Assemblée est de 1992 à 2008 et 2021 à 2023 l'une des constituantes du Conseil national, le parlement turkmène, partageant ses fonctions avec le conseil du peuple (Halk Maslahaty). Ce dernier est transformé et un temps renommé de 2008 à 2021, la réforme de la constitution voulue par le président Gurbanguly Berdimuhamedow ayant alors fait de l'Assemblée un parlement monocaméral où siègent 125 membres élus (50, puis 65 sous le régime du président Nyýazow), soit une assemblée considérablement réduite en comparaison de l'ancien système parlementaire qui était composé de 2507 délégués nommés par le président.
Le bâtiment abritant l'Assemblée, un édifice d'inspiration néo-classique implanté au cœur d'Achgabat, a été réalisé au début des années 1990 par le groupe français Bouygues.

## Système électoral
Les 125 députés sont élus pour un mandat de cinq ans au scrutin uninominal majoritaire à un tour dans autant de circonscriptions électorales.